# Geografía litoral

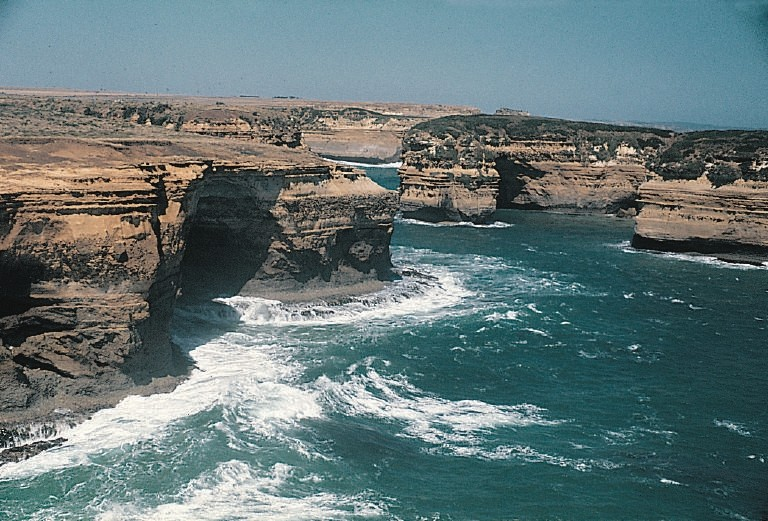
Port Campbell, en el sur de Australia, es una costa de alta energía.

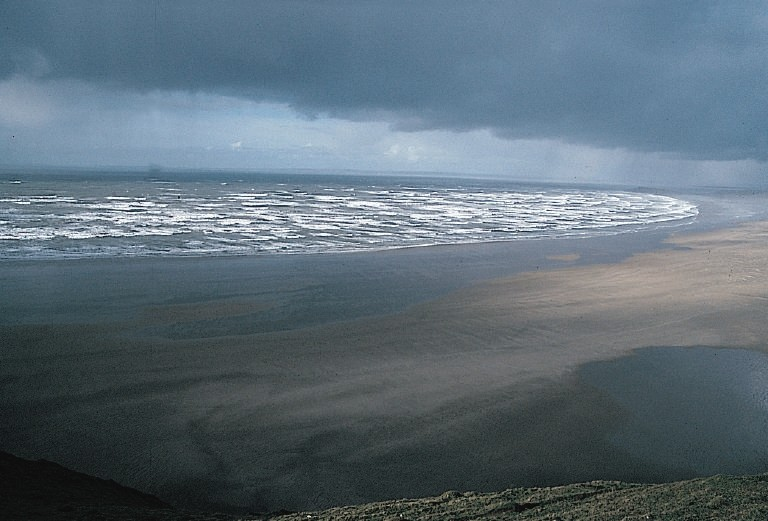
La playa de Rhossili, en Gales, es una costa de baja energía.

La geografía litoral es la rama de la geografía que se ocupa del estudio de la interacción dinámica entre el océano, el clima y la tierra. Incluye la comprensión de los procesos de meteorización costeros, los diferentes tipos de olas y su acción sobre la costa, el movimiento de sedimentos, el clima costero, así como también el impacto de las actividades humanas sobre la costa. En síntesis la Geografía litoral estudia los paisajes litorales en su conjunto, en especial su dinámica. Esto la enmarca en el campo de la Geografía física compleja, siendo una mezcla de Geografía regional con geosinergética dentro de la geografía física.
Las zonas litorales son un tipo de espacio con características particulares sobre la superficie de la Tierra, debido a que surgen de la intersección de tres importantes factores geográficos, como son el relieve, el mar y el clima, por lo cual la dinámica de estos tipos de paisajes resulta en sí más compleja. A esta interrelación de factores debe añadirse la presencia ocasional de otros factores (como existencia de estuarios, desarrollo de suelos, exutorios, actividad humana, hielo) que puede hacer más complejo aún su estudio.
Las zonas litorales llegan a ser especialmente complejas aun analizando solo los 3 aitiones principales, ya que debido a la posición relativa de costa en un mismo banco de arena puede haber diversos tipos de playas determinados por su tipo de zona de rompiente. La fuerza variable del oleaje (debida en condiciones normales a olas de mar local o de mar de fondo) determina procesos de acreción o destrucción, estos últimos de especial fuerza ante eventos meteorológicos que pueden hacer cambiar el tipo de rompiente, la playa y en gran parte un paisaje litoral.
La costa, siendo el punto de encuentro entre la tierra y el agua, es un entorno en el que constantemente se producen la erosión (remoción de material, debido a las olas y las mareas, corrientes marinas y el viento) y la sedimentación (entrada material de los ríos cercanos o de las franjas de litoral). 
La suma de estos procesos es el balance de sedimentos de la costa. Los impactos en el balance de sedimentos influye en gran medida la forma de la costa: 
- si el saldo es negativo, la erosión es frecuente, la costa es alta, caracterizado por acantilados y peñascos;
- si el saldo es positivo, los fenómenos de sedimentación que son frecuentes, Las costas serán bajas, en cuyo caso también podemos distinguir varias posibilidades: o bien costas abiertas, donde hay una clara separación entre el agua y lineal y de las costas continentales o protegidos cuando, después de una primera línea de las tierras secas se abren otros espejos de agua más o menos relacionados con el mar (como en las lagunas).

La parte de la costa más afectada por la acción de las olas es la playa, Esta comprende desde la base de la playa (que también es el límite inferior de la costa) hasta el nivel máximo alcanzado por las olas de las tormentas más violentas. 
La playa se puede dividir en tres áreas: 
- la playa emergida, parte de playa en que llega el agua sólo durante las olas particularmente violentas, como las tormentas;
- la playa intermareal, llega el agua de forma alternada y sucesiva a través del oleaje y las mareas, es decir esta parte de la playa se expone al aire o se oculta bajo el agua en función de la marea (y, por tanto, está limitada por los niveles máximos y mínimos alcanzados por el agua durante las mareas más altas y la más baja),
- la playa sumergida, en cambio es la parte del contexto en el que siempre está cubierto con agua, pero se sigue viendo afectada por la acción de la dinámica litoral.

La diferencia de condiciones de olas que pueden surgir de una playa significa que pueden tener características físico-geográficas muy diferentes dependiendo de la forma de la costa se puede hablar de: península, istmo, cabo, bahía, golfo, etc. La estructura de la línea de costa es muy variada y depende de la tierra, las aguas que corren sobre él y su exposición a las inclemencias meteorológicas diversas.